# Нормална висина
Нормалне висине су врста геодетских висина. Уз ортометријске висине представљају најкоришћеније системе висина у геодезији.
Нормална висина, у ознаци {\displaystyle H*}, дефинисане тачке израчунава се из геопотенцијалних бројева (тзв. геопотенцијалних кота) тако што се дијели геопотенцијални број тачке, тачније њена геопотенцијална разлика (CP) са оном са средњег нивоа мора (C0) (премда и ова дефинија укључује грубу апроксимацију јер се не односи на геоид), од просијечне, нормалне гравитације израчунате дуж вертикале изабране тачке P. (Тачније, дуж елипсоидне нормале, до {\displaystyle H*} ; поступак је тако рекурзиван.) 
Нормалне висине стога  се може закључити да зависе од одабраног референтног елипсоида. Совјетски Савез и многе друге источноевропске земље изабрале су систем висине на основу нормалних висина, који су одређени геодетским прецизним нивлеманима.Вриједности нормалне  гравитације је лако израчунати када се узму одређен приближавања и „без хипотеза“, тј. не мора се знати, као што би се рачунало код орометријских висинам, густина земљине коре дуж вертикале. 
Нормалне висине су истакнуте у теорији земљиног гравитационог поља, која је развијена у оквиру школе учења о теорији потенцијала важног руског геодете Михаила Молоденског . Референтна површина од које се мјере нормалне висине назива се квазигеоид, те представља конвенционали приказ „средње нивоа мора“ сличног геоиду и близу њега, али недостаје му физичка интерпретација еквипотенцијалне површине, док са друге стране Земљиној површи у овом систему рачунања одговара телуроид.